# Pyrophanes similisimma
Pyrophanes similisimma is een keversoort uit de familie glimwormen (Lampyridae). De wetenschappelijke naam van de soort werd voor het eerst geldig gepubliceerd in 2015 door Ballantyne.